# WrestleMania 2000
WrestleMania 2000 — шестнадцатая по счёту WrestleMania, PPV-шоу производства американского рестлинг-промоушна World Wrestling Federation (WWF). Состоялось 2 апреля 2000 года в Анахайме, Калифорния на арене «Эрроухед Понд оф Анахайм».
Всего на шоу было проведено девять матчей. Главным событием стал матч на выбывание за титул чемпиона WWF с участием действующего чемпиона Трипл Эйча, Скалы, Мика Фоли и Биг Шоу, который выиграл Трипл Эйч, что стало первым случаем, когда в главном событии WrestleMania победил хил.

## Результаты
| #                             | Результат | Тип матча                                                                    | Время |
| ----------------------------- | --- | ---------------------------------------------------------------------------- | ----- |
| 1                             | Биг Босс Мен и Булл Бьюкенен победил Крёстного отца и Ди’Ло Брауна (с Ice-T и поездом шлюх)                                                                              | Командный матч                                                               | 9:08  |
| 2                             | Хардкор Холли победил, одержав последнюю победу над Крэшем Холли | Хардкорный баттл-роял за титул хардкорного чемпиона WWF                      | 15:00 |
| 3                             | T & A (Тест и Альберт) (с Триш Стратус) победили «Головку сыра» (Эл Сноу и Стив Блэкман) (с Честером Макчизертоном)                                                      | Командный матч                                                               | 7:04  |
| 4                             | Эдж и Кристиан победили «Братьев Дадли» (Бабба Рэй и Ди-Вон) и «Братьев Харди» (Мэтт и Джефф)                                                                            | Матч с лестницами за титул командных чемпионов WWF                           | 23:30 |
| 5                             | Терри Раннелс (с Невероятной Мулой) победила Кошку (с Мэй Янг) | Кошачья драка, специальный рефери — Вэл Венис                                | 2:24  |
| 6                             | Чайна и Too Cool (Гранд Мастер Сексей и Скотти 2 Хотти) победили «Радикалов» (Перри Сатурн, Дин Маленко и Эдди Герреро)                                                  | Матч межгендерных команд шести человек                                       | 9:38  |
| 7                             | Крис Бенуа победил Криса Джерико (удержанием) и Курта Энгла (интерконтинентальный титул) Крис Джерико победил Криса Бенуа (удержанием) и Курта Энгла (европейский титул) | Матч двух побед, за титулы интерконтинентального и европейского чемпиона WWF | 8:13  |
| 8                             | Кейн и Рикиши (с Полом Берером) победили D-Generation X (Икс-пак и Роад Догг) (с Тори)                                                                                   | Командный матч                                                               | 4:00  |
| 9                             | Triple H (со Стефани Макмэн-Хелмсли) победил Скалу (с Мистером Макмэном), Мика Фоли (с Линдой Макмэн) и Биг Шоу (с Шейном Макмэном)                                      | Матч на вылет за титулчемпиона WWF                                           | 38:00 |
| (c) — чемпион на начало матча | |                                                                              |       |